# Damian (Marczuk)
Damian, imię świeckie Dmitrij Gieorgijewicz Marczuk (ur. 3 listopada?/15 listopada 1899 w Korostianinie, zm. 4 lipca 1987) – biskup Rosyjskiego Kościoła Prawosławnego. 

## Życiorys
Ukończył Wołyńskie Seminarium Duchowne w Żytomierzu w 1919. W roku następnym objął po ojcu stanowisko psalmisty w parafii w Korostianinie na Wołyniu. 6 października 1921 przyjął święcenia diakońskie z rąk biskupa krzemienieckiego Dionizego, który też 9 października 1921 wyświęcił go na kapłana i skierował do pracy duszpasterskiej w parafii św. Michała Archanioła w Zamszu. Do 1941 pozostawał duchownym Polskiego Autokefalicznego Kościoła Prawosławnego i służył w różnych parafiach diecezji wołyńskiej. 
We wrześniu 1941 objął parafię w Kamieńcu Podolskim i został równocześnie dziekanem dekanatu sławuckiego. Następnie służył w cerkwiach w Ostrogu i w cerkwi św. Mikołaja w Winnicy. W latach 1944–1945 przebywał na terytorium Polski, następnie ponownie wyjechał na Ukrainę i objął parafię w Kniżkowcach na Podolu. Po roku przeniesiony do parafii w Zastawnie (eparchia czerniowiecka). 
2 kwietnia 1961 przyjął chirotonię biskupią i został mianowany ordynariuszem eparchii czerniowieckiej. W charakterze konsekratorów w obrzędzie wzięli udział metropolita kijowski i halicki, Egzarcha Ukrainy Jan, arcybiskup winnicki i bracławski Szymon, biskup charkowski i bohoduchowski Nestor oraz biskup dniepropetrowski i zaporoski Joazaf. Po trzech latach został przeniesiony na katedrę lwowską i tarnopolską, pozostając locum tenens eparchii czerniowieckiej. W 1965 przeniesiony ponownie, tym razem na katedrę wołyńską. W 1986 odszedł w stan spoczynku, zmarł w roku następnym.